# Robert Hamer
Robert James Hamer (Kidderminster, 31 maart 1911 – Londen, 4 december 1963) was een Brits filmregisseur en scenarioschrijver.

## Levensloop
Robert Hamer was de zoon van de Britse acteur Gerald Hamer. Hij publiceerde al gedichten tijdens zijn studie aan de universiteit van Cambridge. Vanaf 1934 was hij werkzaam in de filmindustrie. In 1941 begon hij te werken voor Ealing Studios in Londen. Voor zijn bijdrage aan de film Dead of Night won hij een prijs op het filmfestival van Locarno. Als regisseur werd hij ook twee keer genomineerd voor de Gouden Leeuw op het filmfestival van Venetië.

## Filmografie
- 1943: San Demetrio London
- 1945: Dead of Night (segment)
- 1946: Pink String and Sealing Wax
- 1947: The Loves of Joanna Godden
- 1947: It Always Rains on Sunday
- 1949: The Spider and the Fly
- 1949: Kind Hearts and Coronets
- 1952: The Long Memory
- 1952: His Excellency
- 1954: Father Brown
- 1955: To Paris With Love
- 1959: The Scapegoat
- 1960: School for Scoundrels